# Гужва, Игорь Анатольевич
И́горь Анато́льевич Гужва́ (укр. Ігор Анатолійович Гужва; род. 23 мая 1974, Славянск, Донецкая область) — украинский журналист, публицист, телеведущий, главный редактор сайта «Страна.ua». С 2013 года по 29 июля 2015 года был собственником и руководителем медиахолдинга «Мультимедиа Инвест Групп».
С 1 октября 2018 года является политическим беженцем в Евросоюзе (Австрия).

## Биография
Игорь Гужва родился 23 мая 1974 года в городе Славянск Донецкой области.
- C 1991 по 1996 — студент экономического факультета Донецкого государственного университета[2].
- В 1994 начал работу экономическим обозревателем в газетах «Весть» и «Донецкий кряж»[2]. В газете «Салон Дона и Баса» стал редактором делового приложения[2], в 1998 год стал заместителем главного редактора[3]
- С 2001 года работал и жил в Москве. Координатор проектов в Фонде эффективной политики Глеба Павловского. занимался анализом ситуации в информационном поле России и стран СНГ, дальнего зарубежья. Также работал корреспондентом в журнале «Эксперт», освещал политику и экономику СНГ[2].
- В 2003 году по предложению Леонида Цодикова, который к тому времени стал генеральным директором Издательской группы «Сегодня», переехал на Украину в Киев и стал главным редактором газеты, сменив на этом посту Владимира Корнилова.
- В 2004 году под руководством Игоря Гужвы был осуществлён первый редизайн газеты «Сегодня», существенно обновлена концепция издания.
- В марте 2006 года совместно с Леонидом Цодиковым, Виталием Чирковым и компанией «Инновэйшн» осуществил редизайн газеты «Сегодня», превратив её в современную полноцветную газету европейского образца.
- В конце 2006 года акционер газеты, компания «Систем Кэпитал Менеджмент» (СКМ) уволила Цодикова и Чиркова. Гужва остался главным редактором и продолжил сотрудничество с новым генеральным директором «Сегодня» Гильермо Шмидтом.

## Работа в газете «Сегодня»

### На посту главного редактора
С 2004 по конец 2008 года газета «Сегодня» вышла на лидирующие позиции на рынке печатных СМИ Украины. Ежедневный тираж газеты вырос с 100—110 до 150—160 тыс. экземпляров. Газета стала лидером печатных СМИ в городе Киеве и лидером по качеству среди массовой ежедневной прессы.
При этом, по утверждению Игоря Гужвы, во время предвыборной кампании 2004 года предпринимались попытки политического давления на издание, с целью заставить работать по так называемым «темникам». Причём, в случае отказа, главному редактору угрожали увольнением. Увольнение, однако, не состоялось, и после президентских выборов 2004 года на Украине, попытки цензурирования газеты сошли на нет.
10 апреля 2007 года интернет-командой в составе Ольги Гук, Михаила Ганницкого, Артёма Лозинского и других, под руководством Игоря Гужвы, был запущен сайт Сегодня.ua, который вскоре превратился в полноценную интернет-газету. В некоторое время, согласно рейтингу «Бигмира», это интернет-издание занимало первое место на Украине по месячному охвату аудитории.
За период руководства газетой Игорем Гужвой, им, вместе с Богданом Грабовским (заместителем главного редактора) и другими членами творческого коллектива, были созданы региональные редакции во всех городах-миллионниках Украины, в том числе в Крыму и во Львове.
В 2012 году Гужва уволен с поста главного редактора газеты «Сегодня» решением Наблюдательного Совета «СКМ». Трудовой коллектив газеты с неоднозначностью воспринял это решение, а сам Игорь Гужва с этим решением не согласился. По сообщениям украинских СМИ, им готовились к подаче в суд исковые заявления.

### Политические, корпоративные и личностные противостояния
В течение всех 2000-х годов вокруг газеты «Сегодня» не раз вспыхивали полемические страсти. Раньше всего (и чаще всего) газету критиковали за «антиукраинскую» и «антинациональную» позиции, обвиняя в ориентации на одну политическую силу — Партию регионов. На эти заявления редколлегия газеты ответила тем, что публично назвала себя общенациональным, антинационалистическим изданием, призванным освещать события украинской политической жизни, имеющие отношения ко всем спектрам политической активности. Более того, в ходе «кадрового» скандала 2012 года в интервью украинским СМИ Игорь Гужва заявил, что его проблемы с Наблюдательным Советом «СКМ» начались после публикации в газете «Сегодня» в апреле 2011 года материалов о полёте над резиденцией Януковича в Межигорье. В конечном счёте, даже оппоненты издания были вынуждены признать, что газета «Сегодня» образца 2003—2012 годов публиковала много критических материалов в отношении деятельности власти. Кроме того, в этот период газета сохраняла лидерские позиции на медиа-рынке Киева, который в целом в этот период не отличался политической лояльностью к Партии регионов.
В середине 2010 года с критикой Игоря Гужвы выступили бывшие сотрудники газеты «Украина» Ирина Соломко, Евгений Ихельзон и уволившийся в конце 2010 года из «Сегодня» Александр Чаленко, обвинявшие его в переписывании авторских материалов, искажении фактов, а также приписывании интервьюируемым собственных слов и мыслей. Вместе с тем, в украинских медиа появилась целая серия публикаций нынешних и бывших сотрудников газеты «Сегодня», в которых утверждалось, что эта критика не соответствует действительности и объясняется личной обидой, а в отдельных случаях и финансовой заинтересованностью уволившихся.
В конце 2011 года в газете «Сегодня» возник конфликт между трудовым коллективом редакции и новым генеральным директором Аленой Громницкой (бывшая пресс-секретарь Леонида Кучмы и бывший главный редактор закрывшегося украинского журнала «Профиль»). Однако, трудовой коллектив обвинил Громницкую в попытке введения цензуры в издании и проталкивании на страницы газеты и интернет-сайт так называемой «джинсы» (заказных материалов). Акционеры «СКМ» попытались перевести этот конфликт в плоскость личного противостояния Игоря Гужвы и Алёны Громницкой. 13 декабря 2011 года были отстранены от работы обе персоны. Трудовой коллектив редакции не признал отстранение Игоря Гужвы законным. C 13 декабря 2011 по 17 января 2012 года Гужва проводил планёрки в торговом центре «Материк», близ редакции газеты «Сегодня», редактировал материалы из дому. В этот период, по заявлению Гужвы, с ним встретился представитель наблюдательного совета издания «Сегодня мультимедиа» (по некоторым данным это была Наталья Изосимова — один из ключевых людей в корпорации «СКМ»), которая пообещала, что конфликт будет разрешён, а обе стороны должны подумать о том, как красиво выйти из сложившейся ситуации. На встрече Гужва предложил принять и публично презентовать пакет документов, который бы гарантировал независимость редакционной политики и получил на это добро от представителя Наблюдательного Совета «СКМ», которая взамен попросила прекратить публичную активность. Вскоре на официальном сайте «СКМ» появилось заявление главного акционера Рината Ахметова, в котором, по существу, выражалась поддержка трудовому коллективу.
Однако 17 января 2012 года украинские СМИ тиражировали распоряжение Наблюдательного Совета «СКМ», из которого следовало, что Громницкая из издания уходит по собственному желанию (причём руководство «СКМ» поблагодарило её за работу), а Гужву увольняют в связи с истечением срока трудового соглашения, а также в связи с «…деструктивной позицией, занятой по отношению к Наблюдательному Совету СКМ». О принципах редакционной политики в этом заявлении речи уже не шло.
В ответ члены трудового коллектива приняли заявление, в котором объявили, что считают увольнение Игоря Гужвы расправой за проявленную им принципиальную позицию по защите интересов трудового коллектива и за борьбу с коррупцией и цензурой в газете и попросили Рината Ахметова взять урегулирование ситуации под личный контроль. Вскоре на сайте «СКМ» появилось выдержанное в резких тонах заявление Наблюдательного Совета «СКМ» о том, что решение об увольнении Игоря Гужвы окончательное и пересматриваться не будет.
Спустя ещё несколько дней, в интервью газете «Украинская правда» Игорь Гужва заявил, что, по его мнению, первопричиной столь резкой реакции «СКМ» является его несогласие с политикой введения цензуры в газете, которую пыталась внедрить глава Наблюдательного Совета «СКМ» Екатерина Лапшина через специального цензора Михаила Батига (предположительно креатура Анны Герман).
В связи с тем, что конфликт не был разрешён переговорным путём, Громницкая и Гужва стали готовить исковые заявления в суд.

## Журналистская деятельность с 2012 года

### «Мультимедиа-инвест групп»
После ухода из газеты «Сегодня» Игорь Гужва решил продолжить карьеру в российской журналистике. Переехав в Москву, с марта 2012 года Гужва входит в состав руководства российского издания «Московские новости» в качестве шеф-редактора. В январе 2013 года Гужва возвращается на Украину, где создает медиа-холдинг «Мультимедиа-инвест групп» через ООО «Вести масс-медиа» и ООО «Мультимедиа инвест групп».
В холдинг вошли: основанная в мае 2013 года ежедневная газета «Вести» (тираж 370 000 экземпляров), интернет-издание «Vesti.ua», основанный в августе 2013 года общественно-политический еженедельник «Вести. Репортёр», издаваемый в партнёрстве с российским журналом «Русский репортёр», спутниковый новостной телеканал телеканал UBR и радиостанция «Радио Вести», вещающая в Киеве, Харькове и Днепропетровске.
После смены власти в Украине в результате Евромайдана, холдинг Игоря Гужвы подвергся атакам власти и националистов, которые обвиняли СМИ холдинга в пророссийской направленности.
В мае 2014 года были возбуждены первые уголовные дела против компаний, входящих в «Мультимедиа-инвест групп», которые касались неуплаты налогов.
Игорь Гужва отвергал обвинения и заявлял, что власти и националисты атакуют холдинг, так как он занимает независимую позицию и объективно освещает ситуацию в стране. В том числе и касательно войны на Донбассе.
Свою позицию Игорь Гужва в частности изложил в качестве ответов на вопросы от своего коллеги — главного редактора журнала «Новое время» Виталия Сыча.
13 сентября 2014 года, возле «Мыстецького арсенала», где проходил 11-й Ялтинский форум европейской стратегии (YES), И. Гужва был задержан сотрудниками Печерского районного управления полиции за проведение несанкционированного митинга, после составления административного протокола он был отпущен.
В июле 2015 года Игорь Гужва объявил о продаже своей доли и уходе с поста главы холдинга и главреда газеты «Вести». Новым главой холдинга стала бывший пресс-секретарь и гражданская жена бывшего министра по налогам и сборам Александра Клименко Ольга Семченко.
28 сентября 2015 года объявил о намерении участвовать на местных выборах в Киевский городской совет по спискам партии «Оппозиционный блок», на учредительном съезде которой присутствовал в октябре 2014 года, вошёл в партийный список под 9 местом. Однако партия не смогла преодолеть проходной барьер в 5 %.

### «Страна.ua»
16 февраля 2016 года объявил о запуске нового интернет-издания Страна.ua, в котором работали бывшие журналисты «Мультимедиа Инвест Групп» (в частности, Светлана Крюкова и Искандер Хисамов). Себя он назвал единственным инвестором этого СМИ.
С 3 июня 2016 года, совместно со Светланой Крюковой, стал ведущим программы «Субъективные итоги пятницы от Strana.ua» на телеканале NewsOne, принадлежащем внефракционному депутату Евгению Мураеву (изначально входил во фракцию Оппозиционного блока).
В течение 2020 года «Страна.ua» занимала первое и второе место в рейтинге украинских интернет-СМИ.
После полномасштабного вторжения российской армии на Украину в 2022 году Игорь Гужва удалил страницу в Facebook и прекратил публиковаться на сайте «Страна».

## Рейтинги
В 2020 году Игорь Гужва занял 89-е место в рейтинге 100 самых влиятельных украинцев по версии журнала «Фокус».
За 5 лет после создания сайта «Страна.ua» уверенно вошла в список лидеров украинских информационных сайтов. Одной из характерных черт возглавляемого Гужвой интернет-проекта является резкая критика власти.

## Преследование со стороны украинских властей
15 июля 2015 года начальник Главного следственного управления финансовых расследований Государственной фискальной службы Украины Вадим Мельник сообщил о подозрении Игоря Гужвы в уклонении от уплаты налогов на сумму 17 800 000 грн. При этом подозрение было вручено ему только 1 августа: до этого Гужва отсутствовал на территории Украины.
Однако он вернулся, чтобы, как сказал Гужва, показать, что не боится уголовного преследования.
4 августа Шевченковский районный суд Киева избрал ему до 1 октября меру пресечения в виде залога 1 млн 35 тысяч 300 грн гривен и обязал не отлучаться из Киева без разрешения следователя и сдать прокурору свой загранпаспорт. 7 августа Гужвой был внесён залог и сдан загранпаспорт.
Игорь Гужва отрицал обвинения в неуплате налогов, также как и пророссийскую направленность издания и говорил, что «Вести» подвергаются нападкам и преследованиям властей за то, что издание занимает объективную позицию и не скрывает проблемы в стране в угоду властям. Возбуждённые уголовные дела он назвал сфабрикованными по политическим причинам, как месть власти за объективное освещение ситуации в стране.
22 июня 2017 года Игорь Гужва вместе с человеком по имени Антон Филипковский были задержаны в редакции «Страны.ua» сотрудниками полиции и прокуратуры по ч. 3 ст. 189 УК Украины (вымогательство). По версии генерального прокурора Юрия Луценко за неразмещение на сайте компромата на депутата от Радикальной партии Дмитрия Линько, сообщившего о шантаже в полицию 31 марта, Гужва получил 10 тыс. долл. (которые были помечены полицией, а мешок с ними был снабжён радиомаячком). 23 июня прокуратурой было опубликовано видео в четырёх частях, на котором человек, похожий на Игоря Гужву обсуждает с Филипковским расценки за неразмещение и снятие критических материалов с сайта о членах «Радикальной партии».
Сам Игорь Гужва и редакция «Страны» называла эти обвинения сфабрикованными властями. Гужва заявлял, что не занимался вымогательством.
Гужва заявил, что Филипковский ему предлагал деньги за снятие материалов про Линько с сайта, но он отказался их брать.
В материалах уголовного дела есть переписка Гужвы с Филипковским, в которой Гужва пишет, что отказывается от снятия материалов.
Также есть показания политолога Костя Бондаренко, который познакомил Гужву и Филипковского, в которых Кость Бондаренко заявляет, что Игорь Гужва еще до своего задержания 22 июня 2017 года говорил ему, что ему поступили сведения, что через Филипковского может быть осуществлена провокация путем предложения о снятии материала с сайта. А потому исключено, чтоб он согласился от него взять деньги за снятие статьи, зная, что это провокация.  
В редакции «Страны» уверены, что Филипковский — это подосланный к Игорю Гужве провокатор.
В 2019 году экс-нардеп от «Радикальный партии» Игорь Мосийчук заявил, что дело против Игоря Гужвы было сфабриковано его однопартийцами по заданию Порошенко и при участии СБУ.
24 июня Шевченковский районный суд города Киева избрал меру пресечения Игорю Гужве в виде ареста на 2 месяца с альтернативой внесения залога в 500 тысяч гривен. Залог был внесен 26 июня заместителем главного редактора «Страны» Светланой Крюковой. После чего 27 июня Игорь Гужва вышел на свободу.
Адвокатом журналиста стали бывший министр юстиции и помощник Виктора Януковича Елена Лукаш, Андрей Смирнов (ранее защищал Елену Лукаш и члена Партии Регионов Александра Ефремова) и Юрий Иващенко (бывший заместитель министра юстиции, ранее защищал Лукаш).
Позже в офисе издания и на квартирах ряда его сотрудников проводились обыски касательно якобы получения Игорем Гужвой флеш-карты с секретной информацией из Министерства обороны Украины. Эти обвинения Игорь Гужва и редакция «Страны» также называли сфабрикованными. В дальнейшем какого-либо развития это уголовное дело не получило.
1 февраля 2018 года редакция «Страны.ua» опубликовало обращение к президенту Петру Порошенко, согласно которому Игорь Гужва покинул Украину и обратился к властям Австрии с просьбой о получении политического убежища. По словам журналиста запрос связан с «беспрецедентным давлением со стороны властей» и преследованием со стороны Порошенко, страну удалось покинуть благодаря не продлению генеральной прокуратурой меры пресечения. Юридическую помощь Игорю Гужве оказывал бывший советник президента Виктора Януковича Андрей Портнов, также пребывающий в Вене.
12 февраля Прокуратура объявила Игоря Гужву в розыск по обвинению в уклонении от уплаты налогов. 1 октября 2018 года объявил о получении политического убежища в Австрии.
Случай со «Страна.ua» неоднократно отмечался международными организациями как пример тревожной ситуации со свободой слова в Украине. Соответствующие заявление делали Комитет защиты прав журналистов и глава НСЖУ Сергей Томиленко (от своего лица, а не организации). Ситуация со «Страной.ua» попала в отчёт ОБСЕ по свободе слова и правозащитной организации Amnesty International.
13 мая 2019 года Шевченковский суд Киева снял Игоря Гужву с розыска «в связи с установлением его места нахождения и получения им политического убежища в Австрии».
В октябре 2019 года, отвечая на вопрос о своем возможном возвращении в Украину после смены власти Игорь Гужва заявил, что не может рассматривать такую возможность до тех пор, пока не закрыты сфабрикованные против него уголовные дела.

### Санкции СНБО
20 августа 2021 года Совет национальной безопасности и обороны Украины (СНБО) принял решение о введении персональных санкций против учредителя «Страна.ua» Игоря Гужвы и непосредственно аффилированных с ним юридических лиц. После этого, Президент Украины Владимир Зеленский подписал указ президента Украины № 376/2021 о введении этого решения в действие. Указ президента прописывал блокировку сайта «Страна.ua» и обязанность провайдеров закрыть доступ к сайту, а также страницам издания в соцсетях. После этого домен «Страна.ua» был заблокирован компанией-регистратором. Редакция перенесла свой интернет-ресурс на домен Strana.news. Однако, Нацкомиссия по госрегулированию в сфере связи и информации предписала всем провайдерам на территории Украины блокировать любые зеркала Интернет-издания. Гужва заявил, что намерен оспорить в суде указ президента Украины о санкциях против него. Игорь Гужва выпустил заявление, в котором назвал блокировку «Страна.ua» правовым беспределом, так как ресурс был, по его утверждению, заблокирован до вступления указа президента Украины в законную силу, а также заявил, что санкции против него и компаний — издателей «Страны.ua» не остановят работу издания.
15 декабря 2021 года в Женеве был представлен доклад Наблюдательной миссии ООН по правам человека в Украине «Пространство для гражданского общества и основные свободы на Украине» (1 ноября 2019 — 31 октября 2021). В докладе нашли отражение указы о блокировке «Страна.ua» в Украине. В частности, в тексте доклада говорится: «На свободу мнений и их выражения негативно повлияли также санкции против ряда компаний и физических лиц, установленные Советом национальной безопасности и обороны Украины и введенные в действие Президентом Украины в 2021 году. Эти решения не продемонстрировали соответствие международным нормам в отношении необходимости и пропорциональности ограничений свободы выражения мнений. Кроме того, УВКПЧ обеспокоено тем, что отсутствие четкого обоснования данных санкций может способствовать самоцензуре средств массовой информации во избежание освещения чувствительных тем, которое может быть расценено как касающееся вопросов национальной безопасности. Вышеупомянутые санкции привели также к стигматизации сотрудников средств массовой информации, которые ранее работали или продолжают работать в средствах массовой информации, попавших под санкции, что препятствует критической журналистике и вызывает раскол среди работников этой сферы».
Глава Союза журналистов Украины Сергей Томиленко заявил в связи с блокировкой, что внесудебное блокирование оппозиционных СМИ, работающих на украинском правовом поле, — это отказ от законодательных гарантий независимости прессы от власти. Платформа Совета Европы по содействию защите журналистики и безопасности журналистов назвала решение о санкциях и о блокировке «Страны.ua» угрозой свободе СМИ на территории Украины. Европейская федерация журналистов выпустила заявление, в котором заявила, что введенные санкции являются «угрозой для прессы, свободы и плюрализма СМИ в стране». Представитель ОБСЕ по вопросам свободы СМИ Тереза Рибейро (порт. Teresa Ribeiro) выразила обеспокоенность из-за санкций и заявила, что такие ограничения «негативно влияют на работу медиакомпаний и журналистов».
В ноябре 2021 года Верховный суд Украины принял к рассмотрению иск Игоря Гужвы по оспариванию указа президента Зеленского о введении против него санкций.
В конце августа 2024 г. санкции против Гужвы были продлены на 10 лет.

## Семья
Бывшая жена — Анна Солнцева. Работала фотокорреспондентом в газете «Сегодня», в дальнейшем стала главным редактором журналов «Вепрь» и «21+», вела программу «Час с психологом» на Радио Вести, являлась ведущей телеканала «NewsOne». Развод состоялся в 2017 году.

## Фильмография

### Документальные фильмы
- 2017 — «Олесь Бузина: жизнь вне времени[83]»